# Marvig
Marvig, schottisch-gälisch Marbhig, ist ein Weiler auf der schottischen Hebrideninsel Lewis and Harris.

## Lage
Der Weiler liegt auf Lewis, dem Nordteil der Doppelinsel, an der Südküste der Meeresbucht Loch Marvig an der Ostküste der Insel. Die nächstgelegenen Ortschaften sind der 1,5 Kilometer südlich gelegene Weiler Calbost und das 2,5 Kilometer nordwestlich am Loch Erisort gelegene Cromore. Südwestlich erhebt sich der 146 Meter hohe Catisval, der zu den höchsten Hügeln der Umgebung gehört. Stornoway, der Hauptort der Insel, liegt 14 Kilometer nördlich. Marvig ist über eine Nebenstraße der B8060, eine Stichstraße, die Balallan von der A859 abzweigt und bis Limervoy führt, an das Straßennetz angeschlossen.

## Geschichte
Historisch handelte es sich bei Marvig um eine Crofter-Siedlung. Auf der ersten, 1854 aufgenommenen, Karte der Ordnance Survey sind in Marvig 37 bedachte und acht unbedachte Gebäude verzeichnet. 1974 waren es 53 bedachte, sechs teilweise bedachte und 37 unbedachte. Nach 1872 wurde in Marvig die Planasker Primary School errichtet.